# اورگرین، شهرستان آتاگا، آلاباما
اورگرین (به انگلیسی: Evergreen) یک منطقهٔ مسکونی در ایالات متحده آمریکا است که در آلاباما واقع شده‌است. اورگرین ۱۶۸٫۸۶ متر بالاتر از سطح دریا واقع شده‌است.